# Climax, Michigan
Climax är en ort (village) i Kalamazoo County i Michigan. Vid 2010 års folkräkning hade Climax 767 invånare.